# Schefferville
Schefferville is een stad (ville) in het afgelegen noordoosten van de Canadese provincie Québec. De plaats ligt midden in het gebied van de Innu en Naskapi (inheemse First Nations) en telt 244 inwoners (2021). Schefferville vormt in feite tezamen met de aangrenzende indianenreservaten Matimekosh en Lac-John één enkele bewoningskern, die opgeteld 926 inwoners (2021) telt.
De nederzetting bevindt zich centraal op het schiereiland Labrador, op minder dan 2 km van de grens met de regio Labrador van de provincie Newfoundland en Labrador, tussen Knob Lake en Pearce Lake.

## Bereikbaarheid
Schefferville is niet bereikbaar via de weg. De plaats heeft echter een eigen luchthaven, vanwaar Air Inuit vrijwel dagelijks vluchten verzorgd naar de Québecse kuststad Sept-Îles.
Schefferville is ook het eindpunt van een spoorlijn die sinds 2005 wordt uitgebaat door Tshiuetin Rail Transportation, een bedrijf in handen van drie Innugroepen. De spoorlijn loopt over 217 km zuidwaarts doorheen de regio Labrador, van Schefferville naar Emeril Junction, waar ze aansluit op de verbinding tussen Labrador City en Sept-Îles.

## Geschiedenis
De spoorlijn werd vroeger uitgebaat door de Quebec North Shore and Labrador Railway. De spoorlijn verbond toen Labrador City en Schefferville met de in vogelvlucht 500 km verder gelegen havenstad Sept-Îles. Ze werd aangelegd om de Iron Ore Company of Canada (IOC) toe te laten ijzererts ontgonnen in Schefferville en Labrador City in Sept-Îles te verschepen. Het voorkomen van ijzererts in het gebied werd ontdekt na de Tweede Wereldoorlog tussen 1945 en 1949 en de exploitatieplannen kregen de steun van de provinciale overheid onder Maurice Duplessis. De plaats Schefferville werd gesticht in 1955 en groeide uit tot een stadje met 5.000 inwoners. Met de naam van de plaats wordt een lokale rooms-katholieke bisschop Lionel Scheffer geëerd. 
De stad werd uitgerust met betonnen wegen, met voetpaden en veel groenvoorzieningen. In het stadscentrum waren er drie kerken, een rooms-katholieke, een anglicaanse en een gemengde en drie moderne scholen, twee katholieke en een protestante school. Het zakelijk centrum bood ruimte voor twee banken, een cinemazaal, twee hotels, restaurants en winkels. In twee overdekte winkelcentra was plaats voor krantenwinkels, kledingwinkels, haarkappers, juwelenverkoop en dergelijke. Het gemeentehuis bood ook plaats voor de politiepost en de brandweerkazerne, een federaal postkantoor en een modern ziekenhuis met dokters en 33 bedden.
Onder een dak was er ook een sportarena, met meerdere velden inclusief een kunstijsbaan voor ijshockey en curling, een zwembad met olympische afmetingen, een cultureel centrum, bibliotheek en conferentiecentrum. In 1976 was Schefferville de locatie van de Arctische winterspelen, een sportcompetitie die 1000 atleten uit Yukon, Alaska, de Northwest Territories en het noorden van Québec samenbracht.
Nadat de IOC in 1982 de mijnen in Schefferville sloot trok de bevolking weg. Ontginning van ijzererts vindt enkel nog rond Labrador City plaats.
In Schefferville bemant McGill University nog steeds een "McGill Subarctic Research Station". In de jaren zestig was er ook een radarinstallatie van NORAD opgesteld in Schefferville.